# Kosmos 1074

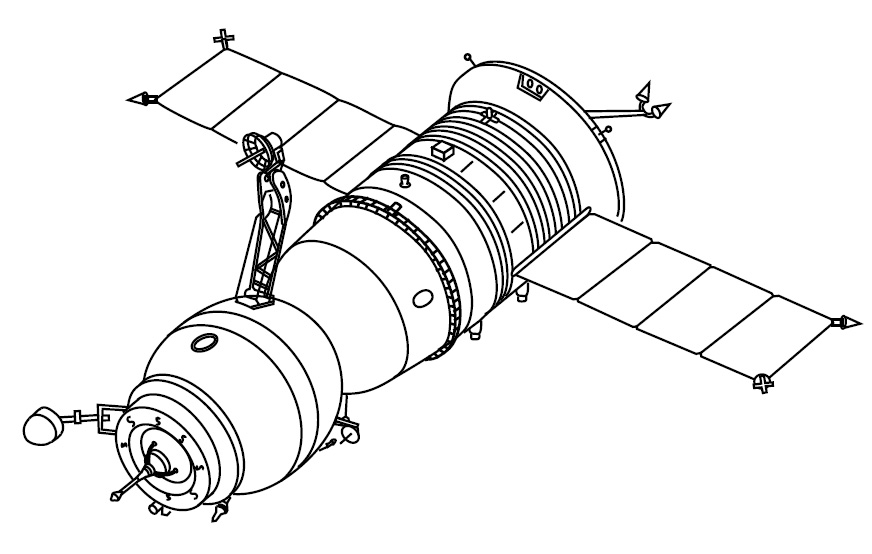
Kosmická loď Sojuz-T

Kosmos 1074 byl sovětský bezpilotní dlouhotrvající zkušební let prototypu transportní kosmické lodi Sojuz-T. Let se začal 31. ledna 1979, loď ukončila svou činnost na oběžné dráze 1. dubna téhož roku, když úspěšně přistála. Kosmická loď byla katalogizovaná v systému COSPAR pod označením 1979-008A.

## Parametry mise
- Kosmická loď: Sojuz 7K-ST
- Hmotnost: 6450 kg
- Posádka: žádná
- Spuštěn: 31. ledna 1979
- Přistál: 1. dubna 1979

## Konstrukce
Kosmická loď se skládala z obytné sekce, přístrojové sekce a návratového modulu. Celková délka lodě je 6,98 m a největší průměr 2,72 m. Na povrchu jsou umístěny panely slunečních baterií a radiátory chlazení.